# واقعات کشمیر
واقعات کشمیر کتابی است به زبان پارسی نوشته خواجه محمد اعظم دِدمَری دربارهٔ تاریخ کشمیر. این کتاب به زبان اردو هم ترجمه شده است.